# Hasnoucí den
Hasnoucí den (v originále Hôtel des Amériques) je francouzský hraný film z roku 1981, který režíroval André Téchiné podle vlastního scénáře. Snímek měl světovou premiéru dne 2. prosince 1981.

## Děj
Jednoho večera v Biarritzu srazí anestezioložka Hélène svým autem kolemjdoucího jménem Gilles. Nehoda nebyla vážná a Gilles se začne zajímat o Hélène.
Gilles pracuje a žije v hotelu, který provozuje jeho matka a mladší sestra. Vnímá toto setkání jako naději na nový začátek. I přes její rezervovanost se mu podaří s Hélène navázat vztah.
Dozvídá se, že Hélène nedávno ztratila svého partnera, který se utopil. Plánovala se s ním přestěhovat na baskické pobřeží a žít s ním, ale nyní se potýká s traumatem, které jí tato událost způsobila. Jak však týdny plynou, Gillesův příchod do jejího života jí znovu umožnil přijít na jiné myšlenky. Paradoxně, čím více se vztah mezi oběma nimi vyvíjí, tím více se Gilles ocitá v chaosu. Zpočátku toto setkání vnímal jako začátek vztahu, ale Gilles si uvědomuje lásku, kterou Hélène chovala ke svému bývalému partnerovi, a nedokáže si sám sebe představit jako nic jiného než provizorní náhradu.
Gilles touží po opravdovém spojení s Hélène, ale jeho nejistota mu brání v pokroku. Hélène, ačkoliv je přitahována k Gillesovi, se ocitá rozpolcená mezi svými současnými city a minulou láskou.

## Obsazení
| Catherine Deneuve  | Hélène           |
| Patrick Dewaere    | Gilles Tisserand |
| Étienne Chicot     | Bernard          |
| Sabine Haudepin    | Elise Tisserand  |
| Dominique Lavanant | Jacqueline       |
| Josiane Balasko    | Colette          |
| François Perrot    | Rudel            |